# Szent Miklós-fatemplom (Sástelek)
A sásteleki Szent Miklós-fatemplom műemlékké nyilvánított épület Romániában, Bihar megyében. A romániai műemlékek jegyzékében a  BH-II-m-A-01230 sorszámon szerepel.